# 木村繁 (ジャーナリスト)
木村 繁（きむら しげる、1932年10月17日 - 1987年11月13日）は、日本の科学ジャーナリスト。
熊本市生まれ。熊本県立熊本高等学校卒。1955年東京大学教養学部科学史及び科学哲学科卒、朝日新聞社入社。水戸支局員、朝日新聞社科学部員、1970年科学部長、81年米国ウィルソン・センター客員研究員、朝日新聞社調査研究室主任研究員、衛星チャンネル常務取締役。

## 著書
- 『筑波山』朝日新聞水戸支局 1959
- 『アトム記者世界道中記』朝日新聞社 1965
- 『月にいどむ実験室』朝日新聞社 1966
- 『人類月に立つ』朝日新聞社 1969
- 『宇宙への道標』共立出版 科学ブックス 1971
- 『すばらしい科学の世界 1 人間』朝日ソノラマ 1973
- 『ロケット・人工衛星宇宙探検図鑑』朝日ソノラマ 1974
- 『宇宙島への旅 地球脱出作戦』朝日新聞社 1978
- 『サイエンス最前線 地熱利用から「がん」征圧まで』朝日イブニングニュース社 1980
- 『フォン・ブラウン』国土社 世界伝記文庫　1981
- 『原子の火燃ゆ 未来技術を拓いた人たち』プレジデント社 1982
- 『宇宙の実験工場 スペースシャトルで雪にいどむ』朝日新聞社 1983
- 『サイエンス・ドラマチック』正続　朝日新聞社 1984-85
- 『身近になった宇宙』光村図書出版 朝日カルチャー叢書 1984
- 『文科系のための第五世代コンピューター』朝日ブックレット 1985
- 『医療の最先端をゆく』正続　朝日新聞社 1986-87
- 『最新情報ハレー彗星’86』朝日新聞社 1986
- 『まんが・超電導の世界』深野正士まんが 自由国民社 1987

### 翻訳
- アイザック・アジモフ『科学の壁を破った人たち』正続　共立出版 科学ブックス 1972-74　「アシモフの科学者伝」小学館 地球人ライブラリー
- カール・セーガン『Cosmos』朝日新聞社 1980　のち文庫
- ストックホルム国際平和研究所編『核拡散は防げるか』共立出版 1980
- エドワード・ファイゲンバウム,パメラ・マコーダック『第五世代コンピュータ 日本の挑戦』ティビーエス・ブリタニカ 1983
- ロバート・ウェイル編『近未来情報事典 これから起こる大変化』河出書房新社 1984
- N.コールダー『1984and after コンピュータと未来を語る』岩波書店 1984
- ドナルド・ミッキー,ローリー・ジョンストン『創造するコンピュータ AI「人工知能」入門』ティビーエス・ブリタニカ 1985

## 注
1. ↑  『人物物故大年表』
2. ↑  『医療の最先端を行く』著者紹介
3. ↑  『現代日本人名録』1987年